# 35 (число)
35 (три́дцять п'ять) — натуральне число між 34 і 36

## Математика
- 235  = 34 359 738 368

## Наука
- Атомний номер Брому

## Дати
- 35 рік; 35 рік до н. е.
- 1835 рік
- 1935 рік